# ماريانو أغيلار
ماريانو أغيلار (بالإسبانية: Mariano Aguilar)‏ هو منافس ألعاب قوى مكسيكي، و. 23 أكتوبر 1903

## وصلات خارجية
- ماريانو أغيلار على موقع أوليمبيديا (الإنجليزية)